# Rescue Me (telessérie)
Rescue Me (no Brasil, Esquadrão Resgate e em Portugal, Socorro) é uma série de televisão americana criada por Denis Leary e Peter Tolan, estreou em 2004 pelo UPN nos EUA e se mudou pela CBS em 2005 até seu fim em 2011. Foi transmitida em Portugal pela SIC Radical e no Brasil pelo canal por assinatura FX desde 2004. Foi produzida pela Cloudland Company, Apostle, DreamWorks Television e Sony Pictures Television. Rescue Me centra-se na vida profissional e pessoal dos bombeiros da cidade de Nova York após os ataques terroristas de 11 de setembro de 2001.

## Premissa
Rescue Me conta a história pessoal e profissional dos bombeiros da cidade de Nova York, mas muitos outros personagens têm sido introduzidos ao longo das quatro temporadas e que mantiveram-se como personagens principais.
O protagonista Leary, desempenha o papel de um bombeiro, Tommy Gavin, um personagem cuja vida é cheia de tormentos e cercada de caos. Tommy tem de lutar com a perda de seu primo e melhor amigo Jimmy Keefe, que morreu em 11 de setembro de 2001 e, frequentemente, Tommy tem visões do ocorrido.
No episódio piloto, Tommy e sua esposa já estão separados e ele morando em uma casa do outro lado da rua. Ele é mal-humorado e luta contra o alcoolismo, e percebe o quanto tem contribuído para a cisão de sua família, e sempre se esforça para se conciliar com eles.
Ele ama seus filhos, e deseja um dia voltar para sua ex-esposa. No entanto, apesar de conseguir alguns progressos em direção a sua redenção, uma tragédia sempre aparece para atrapalhar a vida de Tommy.

## Elenco
- Denis Leary — Tommy Gavin
- Steven Pasquale — Sean Garrity
- Michael Lombardi — Mike Silletti
- Daniel Sunjata — Franco Rivera
- Andrea Roth — Janet Gavin
- John Scurti — Kenny "Lou" Shea
- Callie Thorne — Sheila Keefe
- Jack McGee — Chefe Jerry Reilly
- James McCaffrey — Jimmy Keefe
- Natalie Distler — Colleen Gavin
- Dean Winters — Johnny Gavin
- Tatum O'Neal — Maggie
- Lenny Clarke — Uncle Teddy
- Charles Durning — Michael Gavin
- Robert John Burke — Mickey Gavin
- Trevor Heins — Connor Gavin
- Olivia Crocicchia — Katy Gavin
- Diane Farr — Laura Miles
- Sherri Saum — Natalie
- Peggy Scott — Jeannie
- Larenz Tate — Bart "Black Shawn" Johnston

## Trilha sonora
A canção de abertura da série, "C'mon C'mon", é da banda The Von Bondies. Essa e outras foram lançadas no álbum da trilha sonora com 14 músicas Rescue Me em 30 de março de 2006.

## Recepção da crítica
Em sua primeira temporada, Rescue Me teve aclamação por parte da crítica especializada. Com base de 25 avaliações profissionais, alcançou uma pontuação de 86% no Metacritic. Por votos dos usuários do site, atinge uma nota de 8.5, usada para avaliar a recepção do público.